# Lactarius uyedae
Lactarius uyedae é um fungo que pertence ao gênero de cogumelos Lactarius na ordem Russulales. Encontrado no Japão, foi descrito cientificamente pelo micologista alemão Rolf Singer em 1985.